# 韓同
韓同（1900年11月4日—1994年9月12日），字叔龢。江蘇省泰縣海安人。民國37年（1948年）在江蘇省第五選區當選第一屆立法委員，信仰佛法，法名法稱尊者。

## 生平[1][2][3][4][5][6][7][8]
- 江蘇法政大學畢業
- 財政部四川區稅務局課長、秘書
- 財政部江蘇南通區所得稅專員
- 江蘇省靖江縣縣長
- 江蘇省政府諮議視察秘書
- 魯蘇戰區副總司令部秘書、軍法處長
- 江蘇省漢奸罪行調查委員會委員
- 江蘇省公私產權清理委員會委員
- 江蘇省保安司令部參議